# جشنواره شکرستان
جشنواره ملی شکرستان که به مناسبت برداشت نیشکر برگزار می‌شود رویدادی فرهنگی و هنری است که در سه بخش، نمایشگاهی، رقابتی و جنبی در خوزستان برگزار می‌شود. سومین رویدادِ این جشنواره در آبان ۱۴۰۲ برگزار شد. این جشنواره سال ۱۴۰۱ در فهرست تقویم جشنواره‌های ملی ایران قرار گرفت. جشنواره برداشت نیشکر به‌عنوان یکی از ۶۲ رویداد شاخص ملی در تقویم ملی رویدادهای گردشگری ایران ثبت شده‌است.دبیر اجرایی این جشنواره را ولید آلبوناصر بر عهده دارد.

## اهداف جشنواره
آشنایی با دستاوردهای صنعت نیشکر در حوزه‌های صنعتی، کشاورزی، فرهنگی و گردشگری، توانمندسازی جوامع محلی در راستای مسئولیت‌های اجتماعی، افزایش میزان مشارکت مردمی، فراهم کردن فرصت فرهنگی، هنری و ایجاد شور و نشاط اجتماعی از اهداف برگزاری جشنواره شکرستان عنوان شده‌است. همچنین این شرکت به دنبال رونق گردشگری صنعتی در خوزستان است و قصد دارد با اجرای گردشگری کشاورزی، زندگی ساکنان 147 روستای اطراف مزارع نیشکر را به عنوان مقاصد گردشگری متحول و موجب رونق اشتغالزایی در این روستاها شود.

## سیاست‌گذاری
هلدینگ توسعه نیشکر و صنایع جانبی بر اساس سیاست‌گذاری‌های خود، هر سال یکی از شرکت‌های هشت‌گانه را موظف می‌کند که میزبانیِ جشنواره‌ی ملی شکرستان را بر عهده بگیرد. هر سال یکی از این شرکت‌ها میزبان عموم مردم برای حضور در جشنواره‌ای چهار روزه می‌شوند و در خلال جشنواره مخاطبان را با فرایند تولید شکر از نیشکر آشنا می‌کنند.

## سال‌های میزبانی
شرکت کشت‌و‌صنعت نیشکر فارابی در سال ۱۴۰۰ اولین میزبان جشنواره ملی شکرستان بود که با هدف معرفی ظرفیت و جذابیت‌های گردشگری در شرکت توسعه نیشکر، ترویج دستاوردهای علمی و صنعتی نیشکر همچنین ایجاد پیوند با صنعت گردشگری و ارز آوری برای خوزستان از طریق هدایت گردشگران به این استان انجام شد. شرکت کشت و صنعت نیشکر امیر کبیر نیز میزبان دومین جشنواره ملی شکرستان در سال ۱۴۰۱ بود. آذر ۱۴۰۲ در واحد کشت و صنعت نیشکر دهخدا با مشارکت جوامع محلی پیرامونی، سومین جشنواره ملی شکرستان برگزار شد.

## هیئت داوران
فریدون صدیقی (روزنامه‌نگار) و جلال خوش‌چهره از روزنامه‌نگاران پیشکسوت ایرانی ازجمله داورانِ بخشِ رقابتی شهدِ‌رسانه در جشنوارهٔ شکرستان بودند. هیئت داوران بخش قاب سبز در سال ۱۴۰۱ را نیز مصطفی غلامنژاد، محمد سواری و سید مدیار شجاعی‌فر بر عهده داشتند. در سال ۱۴۰۲ نیز در بخش قاب سبز، مهدی قنواتی، علی سلطانی و نازلی عباسی آثار را داوری کردند. قاسم آل کثیر دبیری جشنواره شهد رسانه و قاب سبز را در سال‌های ۱۴۰۰ تا ۱۴۰۲ را بر عهده داشت.

## بخش‌های رقابتی
جشنواره‌های شهد رسانه، قاب سبز، بوم سبز و کنگره ادبی شکرستان، بخش‌های رقابتی این رویداد فرهنگی هستند که پس از ارزیابی و داوری آثار توسط هیئت داوران، برگزیدگان معرفی می‌شوند.

### شهدِ رسانه
بخش رقابتی این نمایشگاه با عنوان «جشنواره شهد رسانه» است که تولیدات برتر رسانه‌ای و مطبوعاتی در قالب‌های خبری و گزارشی، تیتر، یادداشت و سرمقاله، مصاحبه تفصیلی که در طول یک سال توسط رسانه‌های مختلف تهیه شده‌اند توسط هیئت سه نفره‌ی داوران مورد بررسی و آثار برتر معرفی و در قالب کتاب چاپ می‌شوند.

### قابِ سبز
در بخش قاب سبز در جشنواره ملی شکرستان خوزستان تولیدات عکاسان کشور و استان خوزستان به دبیرخامه‌ی این جشنواره ارسال و پس از داوری آثار، افراد برگزیده طی مراسمی معرفی و آثارشان در قالب نمایشگاه عرضه می‌شود. 

### بخش ادبی
همچنین در بخش ادبی نیز اشعار، داستان‌های کوتاه و قصه‌های کودکانه جمع‌آوری و داوری می‌شوند.

## بخش‌های جنبی
شتر سواری، اسب سواری، نمایشگاه صنایع دستی و شیرینی‌های محلی، کارگاه‌های آموزشی گردشگری ویژه کودکان و جوامع محلی و دوچرخه سواری ازجمله بخش‌های جنبی و غیررقابتی این جشنواره هستند. راه اندازی قطار گرشگری نیشکر از دیگر برنامه‌های بخش جنبی جشنواره شکرستان بود.